# Tanah Merah
Tanah Merah – naziemna stacja Mass Rapid Transit (MRT) w Singapurze, która jest częścią East West Line. Stacja położona jest w centrum Tanah Merah.